# Prase visajanské
Prase visajanské (Sus cebifrons) je menší druh prasete, které se endemitně vyskytuje na některých Visajských ostrovech (součást Filipín), kde pravděpodobně přežívá pouze v malých roztříštěných areálech ostrovů Negros a Panaj. Historický areál sice zasahoval na šest filipínských ostrovů, nicméně následkem masivního odlesňování a lovu populace dramaticky poklesly, přičemž jeden ze známých poddruhů byl zcela vyhuben. Mezinárodní svaz ochrany přírody (IUCN) hodnotí prase visajanské jako kriticky ohrožený druh.
Prase visajanské bylo na samostatný druh povýšeno v průběhu 90. let 20. století, předtím bylo považováno za poddruh prasete celebeského, vousatého i filipínského. Teprve molekulární analýzy ukázaly, že se prase visajanské od všech těchto druhů zřetelně odlišuje.
Vzhledem k vzácnosti druhu je o chování prasete visajanského známo jenom málo informací, většina pozorování pochází ze zajetí. Na Filipínách prase žije v lesních stanovištích nad 800 m n. m., živí se všežravě, přičemž může představovat klíčového rozptylovače semen některých zdejších dřevin (jako jsou litokarpy a dilenie). Sdružuje se do menších sociálních skupinek od tří do dvanácti zvířat, přičemž selata jsou ve volné přírodě pozorována od ledna do března. Prase visajanské je první druh prasete, u něhož bylo zaznamenáno možné užívání nástrojů.

## Pojmenování
Rodové jméno „Sus“ vychází z latinského označení pro prase. Druhové jméno „cebifrons“ je složené z názvu ostrova Cebu, kde byl získán holotyp druhu, a latinského „frons“ („čelo“ nebo „obočí“), což odkazuje na typické ochlupení na hlavě. V místních jazycích je prase visajanské nazýváno „baboy ilahas“ („divočák“), „baboy do mor“, na ostrově Negros „baboy talunon“. Nedospělí samci nesou pojmenování „manggalisak banban“, prasnice „biggal“ a selata „bakatin“.

## Klasifikace
Prase visajanské patří do čeledi prasatovití (Suidae), podčeledi pravá prasata (Suinae) a rodu prase (Sus).
Historicky byly všechny populace prasat na Filipínách řazeny ke dvěma v jihovýchodní Asii široce rozšířeným druhům prasatovitých. Populace žijící na západofilipínských ostrovech (Balabac, Palawan a další) byly přisuzovány druhu prase vousaté (Sus barbatus), zatímco populace z centrálních (Visayské ostrovy) a východních (Luzon, Mindanao a přilehlé ostrovy) filipínských ostrovů podle této klasifikace náležely ke druhu prase celebeské (Sus celebensis). V 80. letech 20. století se tato systematika ukázala jako pochybná. Colin Groves v roce 1981 jako první zveřejnil stanovisko, že populace prasat z Visajských ostrovů a východních Filipín se zdají být příbuzné prasatům vousatým spíše než prasatům celebeským. Později také vyšlo najevo, že se obě populace liší i od sebe navzájem.
Na základě předchozích zjištění začaly být populace ze středních a východních Filipín prozatímně hodnoceny coby dva poddruhy prasete vousatého, tedy Sus barbatus cebifrons a Sus barbatus philippensis. Tyto dva poddruhy se později staly samostatnými druhy prase filipínské (Sus philippensis) a prase visajanské (Sus cebifrons). Na samostatný druh bylo prase visajanské povýšeno až v 90. letech 20. století, přičemž určitou dobu bylo vedeno jako poddruh prasete filipínského.
Třebaže předchozí klasifikace hodnotily prase visajanské jako poddruh prasete celebeského, vousatého i filipínského, teprve molekulární analýzy naznačují, že se prase visajanské od všech těchto tří druhů zřetelně odlišuje. Podle některých závěrů může představovat dokonce nejprimitivnější druh rodu Sus, a tedy i sesterský taxon vůči všem ostatním prasatům z tohoto rodu. Na základě molekulárních údajů se tento druh odštěpil již v průběhu svrchního pliocénu až spodního a středního pleistocénu. Analýza jaderné DNA však bazální pozici tohoto druhu nepodporuje.
Prase visajanské je podle některých studií považováno za monotypický druh, zatímco jindy jsou hodnoceny dva poddruhy podle ostrovů, na nichž se vyskytují: S. c. cebifrons z ostrova Cebu a S. c. negrinus z ostrova Negros. Poddruh cebifrons je již považován za vyhubený. Studie mtDNA naznačují existenci třetího poddruhu z ostrova Panaj.

## Vzhled

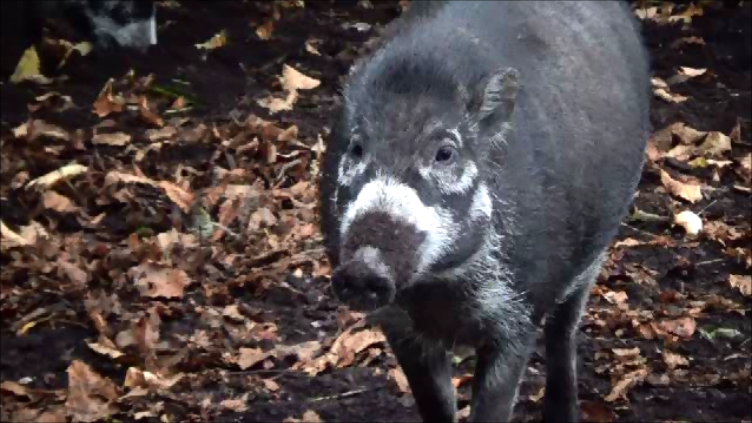
Prase visajanské, čelní pohled

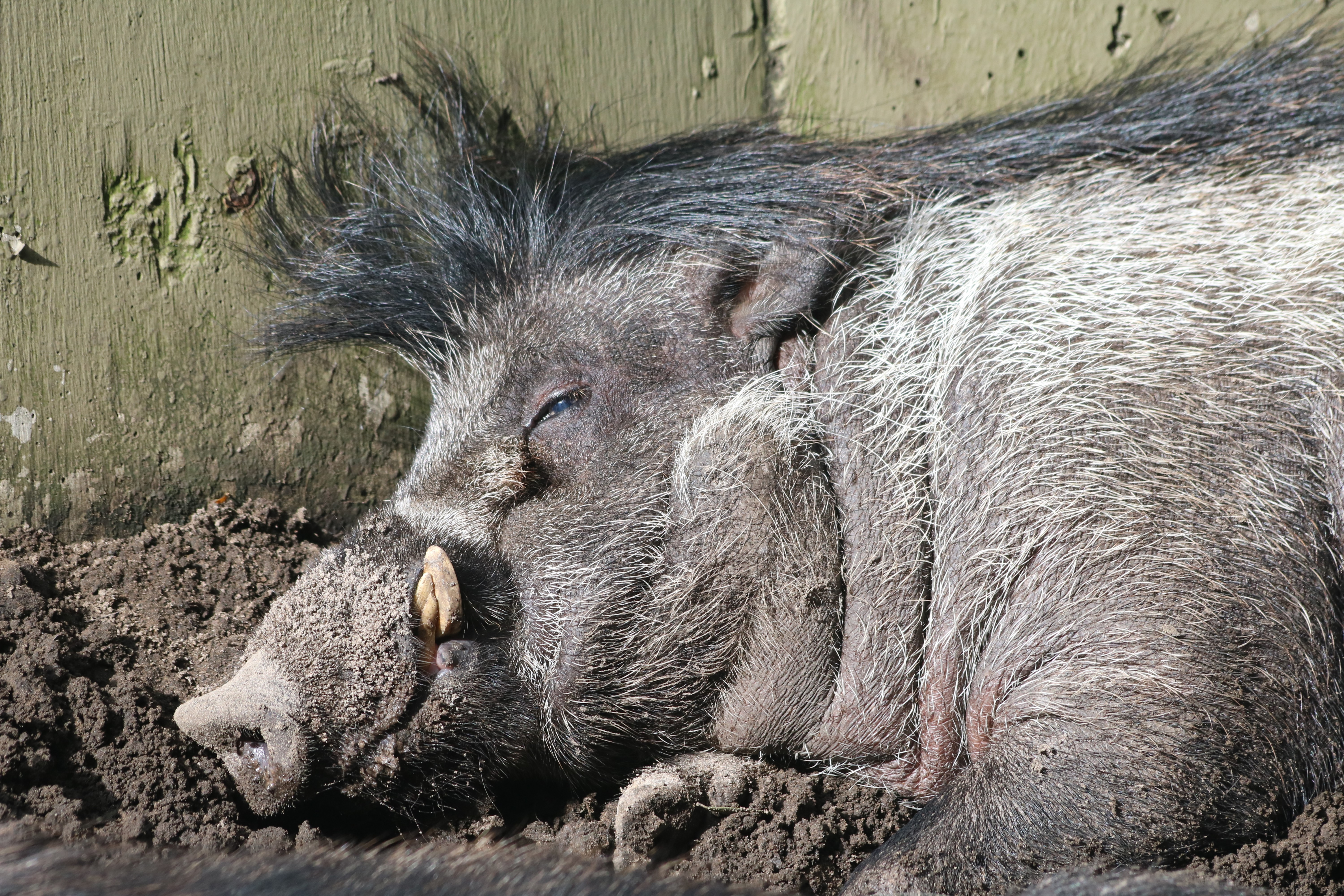
Odpočívající dospělý samec s viditelnou hřívou

V porovnání s ostatními druhy prasat je prase visajanské poměrně malým druhem. Tělo dosahuje délky 90–125 cm, výška v kohoutku činí 30–63 cm a délka ocasu asi 23 cm. Hmotnost se pohybuje od 20 až do 80 kg. Objevuje se velmi výrazný pohlavní dimorfismus, samci mohou nabývat až čtyřnásobné hmotnosti ve srovnání se samicemi. Tělo je sudovitého tvaru s relativně krátkými končetinami, je obecně štíhlé konstituce, i když prasata chovaná v zajetí trpí sklony k obezitě. Obě pohlaví mají pouze tři páry mléčných žláz (které jsou samozřejmě funkční pouze v případě samic), což je důležitý znak pro identifikaci druhu, neboť všechny ostatní druhy prasat na Filipínách, a to včetně hybridů s prasetem visajanským, mají nejméně čtyři páry těchto žláz.
Zbarvení srsti je u samic a dospívajících samců šedočerné, dospělí samci mají zbarvení spíše plavočerné. Ve zbarvení těla se mohou objevovat regionální odchylky v závislosti na jednotlivých ostrovech. Oběma pohlavím se rozvíjí chomáč srsti na temeni hlavy, jež se v případě prasat z ostrova Panaj táhne v podobě dlouhé hřívy od hlavy podél celého hřbetu až k zadním končetinám. V případě dospělých samců se tato hříva stává ještě výraznější v době rozmnožování, kdy doroste do takových rozměrů, že zvířeti začne překrývat část obličeje. Prasata visajanská vykazují i další množství charakteristických znaků. Výrazným viditelným znakem, pomocí něhož lze prase visajanské odlišit od jiných druhů, je světlý pásek táhnoucí se přes rypák. Ten se objevuje u obou pohlaví, i když především u samců je tento pásek velmi široký, bíle až žlutobíle zbarvený, zatímco u samic není tolik výrazný. Dalším typickým znakem je potlačení bradavic na obličeji ve srovnání s ostatními prasaty. Bradavice jsou pouze drobné, v úhlu čelistí pak zcela chybí. V případě samic je toto místo zvýrazněno bílou skvrnou, v případě samců chomáčem srsti. Samci mají velké špičáky, které vyčnívají z tlamy.

## Biologie

### Výskyt a stanoviště
Prase visajanské je endemitním druhem Filipín, konkrétně Visajských ostrovů. Historicky se vyskytovalo na ostrovech Panaj, Guimaras, Negros, Cebu, Masbate a pravděpodobně i na ostrově Ticao. Populace však od té doby silně poklesly a jejich poslední zbytky přežívají na ostrovech Panaj a Negros, možná i na Masbate. Na všech větších ostrovech směrem východně od Palawanu, respektive od Huxleyovy linie oddělující Borneo a filipínský ostrov Palawan od ostatních ostrovů Filipín, je prase visajanské nahrazeno prasetem filipínským. Výjimkou je ostrov Mindoro, kde se vyskytuje samostatný druh prasete Sus oliveri. Diverzita prasat na Filipínách je obrovská a spolu s Indonésií patří Filipíny mezi oblasti s největším množstvím endemitních prasatovitých na světě.
Prase visajanské historicky žilo v pralesních a druhotných lesních stanovištích od hladiny moře až po nadmořské výšky 1 600 metrů, nicméně většina nížinných lesních stanovišť byla zlikvidována, a tudíž zbývající populace přežívají v lesních stanovištích nad 800 metrů. Menší množství prasat visajanských prý stále žije i v některých narušených stanovištích, i když tato pozorování nejsou potvrzená a může se jednat o zdivočelá domácí prasata nebo hybridy prasat visajanských se zdivočelými prasaty.

### Chování

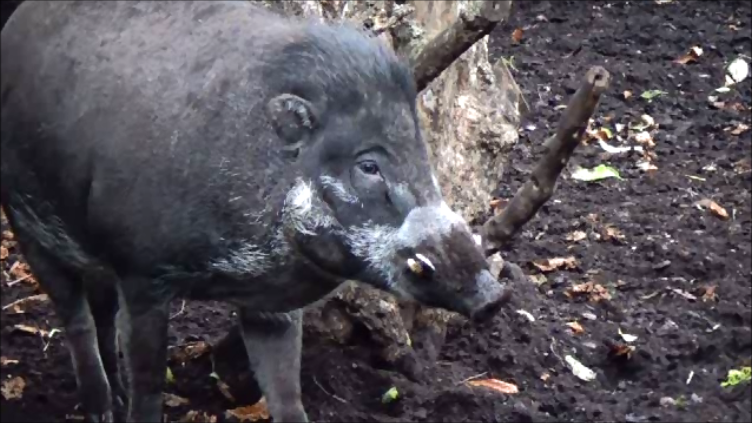
Prase visajanské, dospělý samec s vyčnívajícími špičáky

O chování prasete visajanského ve volné přírodě je známo jenom velmi málo informací, především kvůli vzácnosti druhu, a většina pozorování proto pochází ze zajetí. Ve volné přírodě je prase visajanské pravděpodobně denním druhem, i když v areálech, kde je silně vystaveno loveckému tlaku, může přecházet na noční aktivitu. Jedná se o společenského tvora, žije v menších sociálních skupinách od tří do dvanácti zvířat, jež jsou tvořeny jedním dospělým samcem, skupinou samic a mláďaty různého věku. Ve volné přírodě byli vzácně pozorováni i samotářsky žijící samci.
Studie vydaná v roce 2019 v periodiku Mammalian Biology zveřejnila, že prasata visajanská mohou užívat nástroje, přičemž pozorovaná skupina prasat pocházela z pařížské zoologické zahrady. Zde chované dospělé samice používaly kusy dřeva k úpravě hnízda, jediný dospělý samec ve výběhu se pak také jednou pokusil užít klacku ke kopání v zemi. Používání nástrojů nebylo před tím zaznamenáno u žádného jiného druhu prasatovitých. Podobné chování se navíc nezdá býti vrozené, ale přeneslo se možná v rámci skupiny pomocí sociálního učení.

### Potrava
Prase visajanské je všežravým druhem, konzumuje širokou škálu rostlinných i živočišných druhů. Ve volné přírodě se živí plody a částmi rostlin, náležící například k druhům Lithocarpus sp. (čeleď bukovité), Platea excelsa (čeleď Icacinaceae) a Dillenia reifferscheidia (čeleď dileniovité), stejně jako révou, palmami či divokými banánovníky. Konzumací plodů rostlin může prase visajanské sloužit jako rozptylovač semen některých lesních stromů, jako jsou litokarpy nebo dilenie, které na existenci tohoto druhu mohou být existenčně závislé. Vyhynutí prasat visajanských by tedy zřejmě vedlo k zániku těchto rostlinných druhů. Na okrajích lesa může prase visajanské pronikat do obdělávaných oblastí a přiživit se zde pěstovanými plodinami. V zajetí konzumuje širokou škálu obilovin, ovoce, zeleniny i travin, často sežere i některé druhy hlodavců a jinou menší masitou kořist.

### Rozmnožování

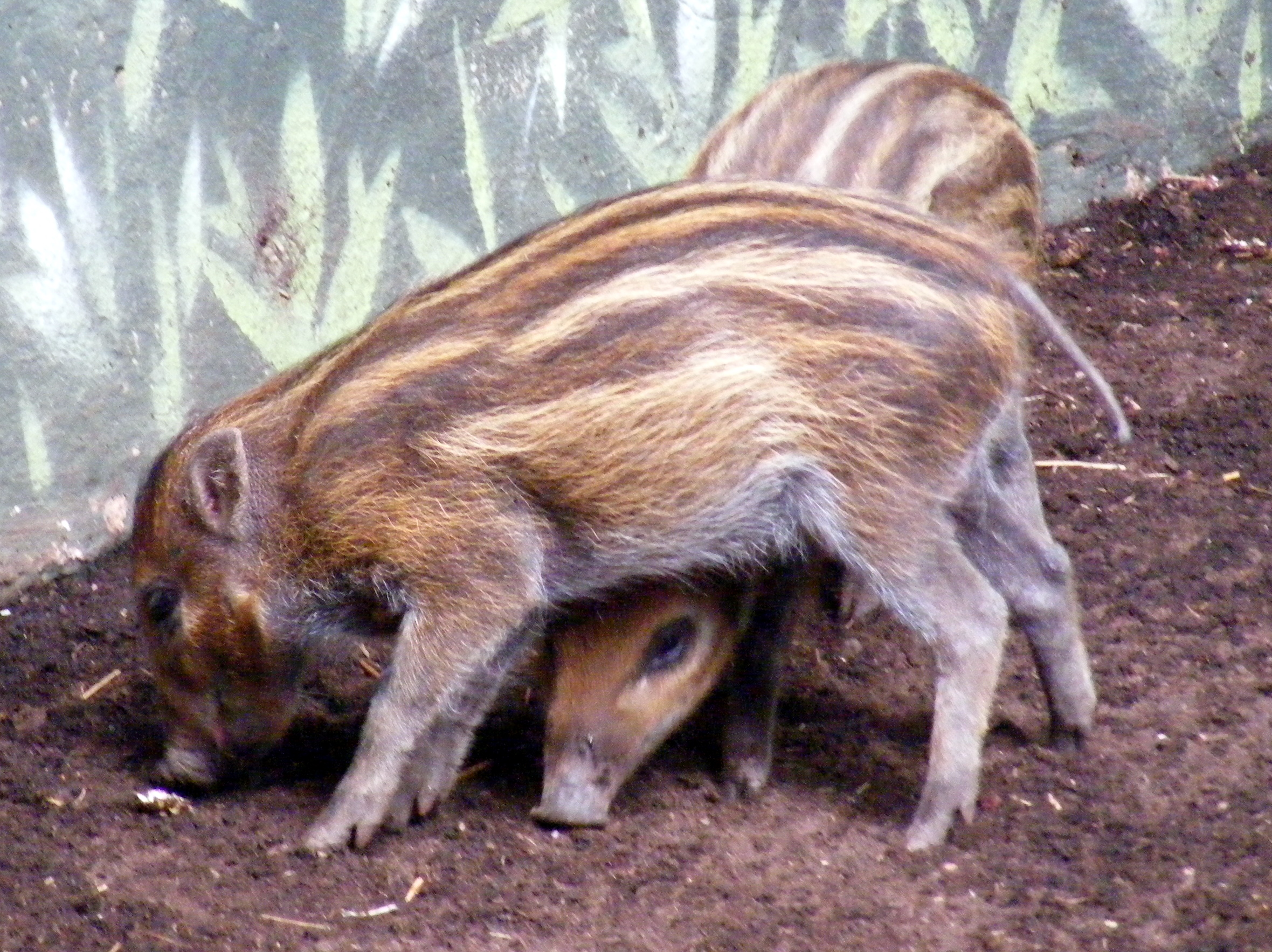
Selata prasat visajanských s krycím proužkováním

Většina informací o rozmnožování prasete visajanského pochází z populací chovaných v zajetí. Ve volné přírodě jsou selata pozorována během období sucha od ledna do března. Samice je březí asi 118 dní, jeden až dva týdny před porodem začne připravovat záleh pro porod mláďat. Tehdy se také stává agresivní vůči ostatním jedincům vlastního druhu. Vrh činí dvě až čtyři mláďata. V roce 2005 byl ve dvou filipínských chovných zařízeních zaznamenán rekordní počet pěti novorozených selat, nicméně podobná velikost vrhů je neobvyklá a může souviset s příhodnými podmínkami v rámci chovu v zajetí, zatímco ve volné přírodě se vrhy o takové velikosti nemusejí objevovat. Ve věku asi jednoho týdne začnou selata poprvé konzumovat pevnou potravu, okolo šesti měsíců věku selat dochází k odstavení. Selata jsou zpočátku zbarvena krycím proužkováním, jež zmizí za sedm až devět měsíců, nicméně dospělého zbarvení je dosaženo až v jednom roce života. Pohlavní dospělosti je dosaženo u samic nejčastěji ve dvou až třech letech, u samců asi ve dvou letech. Délka dožití činí ve volné přírodě až 15 let, v zajetí může být vyšší.

## Ohrožení

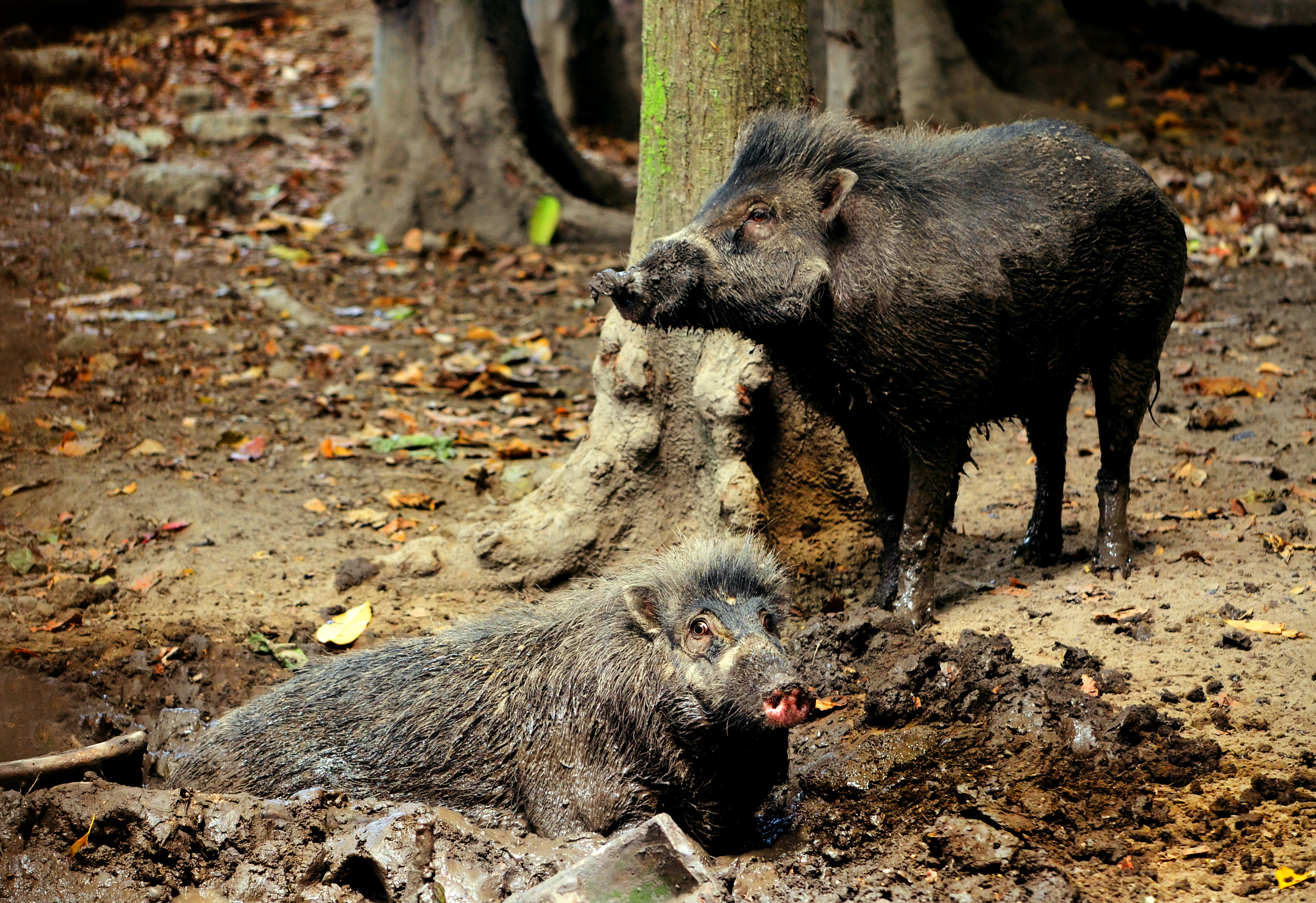
Dvojice prasat visajanských na ostrově Negros

Filipíny byly původně pokryty z více než 90 % lesními porosty. Rozrůstající se lidská populace společně s odlesňováním však zapříčinily, že k roku 1988 již zbývalo pouze 21 % původních lesních stanovišť, přičemž jen zlomek dochovaných areálů podléhá účinné ochraně. Vlivem masivního odlesňování v 70. a 80. letech 20. století zbylo na ostrově Panaj méně než 8 % původního biotopu a na ostrově Negros méně než 4 % původních stanovišť. V případě prasat visajanských se na tyto problémy nabaluje také lov, který probíhá jak ze strany místních farmářů, tak lovců z větších měst. Ochranná opatření v tomto případě ztěžuje to, že je prase visajanské místními považováno za škůdce na zemědělských plodinách, a nevidí potřebu jej proto chránit. Maso zabitých prasat navíc mnohdy putuje na místní trhy, kde dosahuje i víc než dvojnásobné ceny ve srovnání s běžným vepřovým.
Mezinárodní svaz ochrany přírody (IUCN) klasifikuje prase visajanské jako kriticky ohrožené. Vyhynulo ve více než 95 % původních areálů, přičemž zbývající populace jsou pouze malé a roztříštěné. Na třech ze šesti ostrovů bylo prase vyhubeno zcela (Cebu, Guimaras a Ticao). Na ostrově Masbate bylo naposledy zaznamenáno v roce 1993, přičemž i zde je již druh blízko vyhynutí, možná již funkčně vyhynulý. Zbývající populace na ostrovech Negros a Panaj jsou pak ohroženy i ze stran genetické kontaminace následkem křížení s domácími a zdivočelými prasaty. IUCN ve své zprávě z roku 2017 uvádí očekávaný pokles populací o více než 80 % v příštích 21 letech.
Prase visajanské je chráněno filipínskými zákony a vyskytuje se v některých chráněných areálech, ale vymáhání ochranných opatření je často nedostatečné. Specializovaná skupina v rámci Komise pro přežití druhů IUCN soustřeďující se na ochranu prasat (IUCN/SSC Pigs, Peccaries and Hippos Specialist Group) ve spolupráci s partnerskými agenturami, včetně Zoologické společnosti v San Diegu a Zoo v Rotterdamu, již v první polovině 90. let 20. století odstartovala ochranný program pro zachování visajanského prasete pod záštitou memoranda o spolupráci s Ministerstvem životního prostředí a přírodních zdrojů na Filipínách. Mezi hlavní cíle tohoto programu se řadily například terénní průzkumy, osvětové kampaně, zřízení chovných zařízení na ostrovech Negros a Panaj, jakož i chov v zoologických zahradách v Rotterdamu a San Diegu a postupně i v dalších euroamerických chovných zařízeních. Chov v zajetí se ukázal býti úspěšným, přičemž celková populace chovaných zvířat činí asi 200 jedinců. Prase visajanské je k listopadu 2020 chováno v celkem 39 evropských institucích, včetně Zoologické zahrady v Děčíně, Jihlavě, Zoologická zahrada Ústí nad Labem, Ostravě. V červenci 2021 se v ZOO Ostrava narodila dvě mláďata prasete visajanského.